# Tatra T3UA-3
Tatra T3UA-3 „Kasztan” – typ ukraińskiego, częściowo niskopodłogowego tramwaju, który powstał w wyniku modernizacji czechosłowackich tramwajów Tatra T3. W zakładach Politechnoserwis na Ukrainie powstają nadwozia tramwajów na licencji zakupionej w Czechach, a w Czechach aparatura elektryczna. Ogółem zmodernizowano 35 tramwajów, które kursują w Kijowie (5 wagonów), Odessie (16 wagonów, oznaczenie T3 KWP Od) i Zaporożu (10 wagonów, oznaczenie T3UA-3-ZP).

## Konstrukcja
T3UA-3 to jednoczłonowy, częściowo niskopodłogowy wagon tramwajowy, wywodzący się konstrukcyjnie od tramwajów typów T3R.PLF i Vario LF. Ze starych tramwajów typu T3 pozostawiono jedynie wózki. Do wewnątrz prowadzi troje czteroczęściowych drzwi harmonijkowych. Niska podłoga znajduje się w środkowej części nadwozia i jest dostępna przez środkowe drzwi. Tramwaje otrzymały wyposażenie elektryczne TV Progress SLT i system wizualnej i głosowej informacji pasażerskiej. Unowocześniono wygląd zewnętrzny poprzez nowe ściany czołowe z tworzyw sztucznych.

## Modernizacja
| Państwo        | Miasto         | Typ            | Lata modernizacji | Liczba | Numery taborowe |       |
| -------------- | -------------- | -------------- | ----------------- | ------ | --------------- | ----- |
| Ukraina        | Kijów          | T3UA-3         | 2012              | 5      | 600–605         | [ 5 ] |
| Ukraina        | Odessa         | T3 KWP Od      | 2016–2023         | 16     |                 | [ 2 ] |
| Ukraina        | Zaporoże       | T3UA-3-ZP      | 2017–2019         | 10     |                 | [ 3 ] |
| Łączna liczba: | Łączna liczba: | Łączna liczba: | Łączna liczba:    | 31     |                 |       |

## Galeria

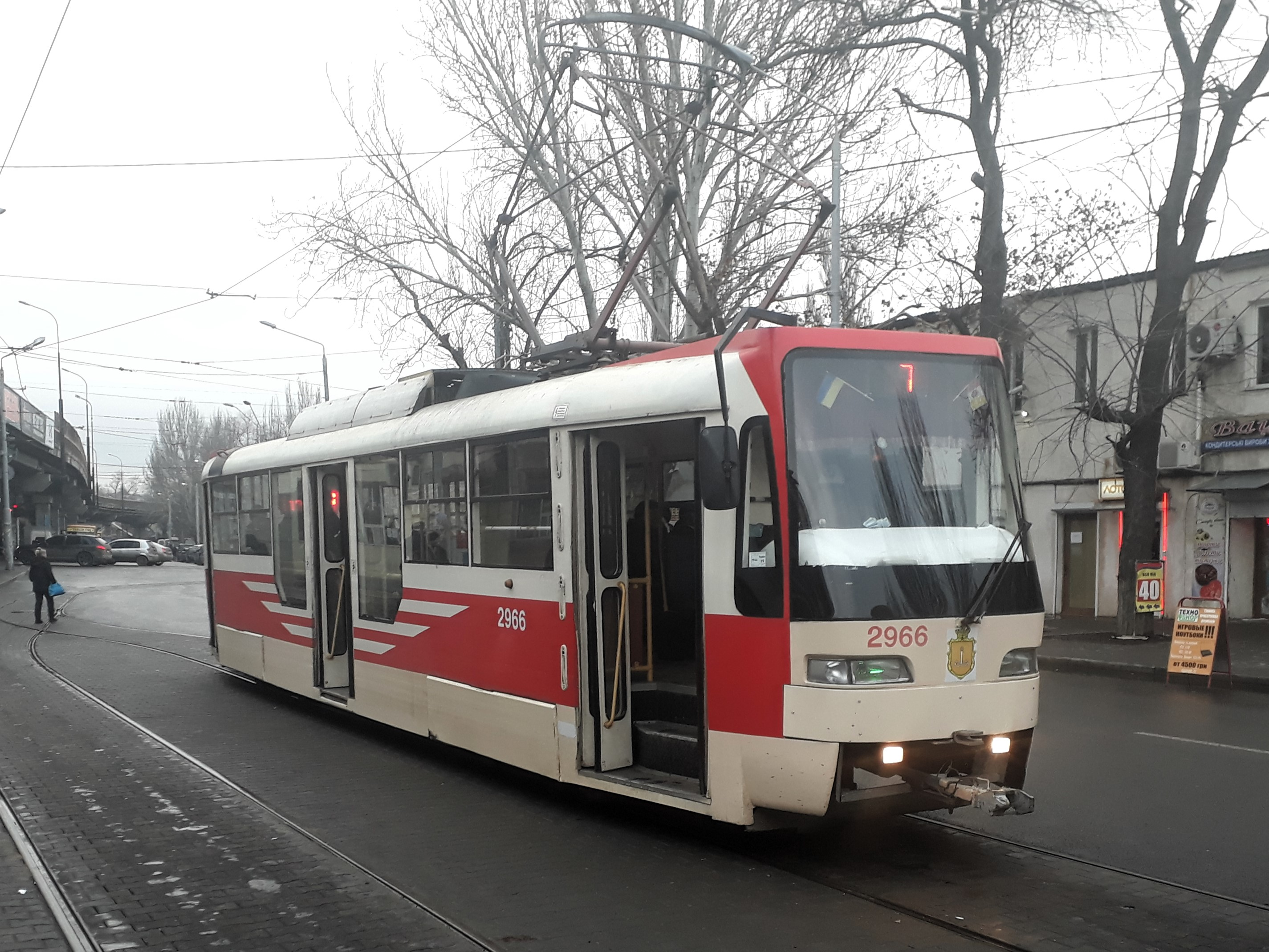
Pierwsza odeska Tatra T3 KWP Od
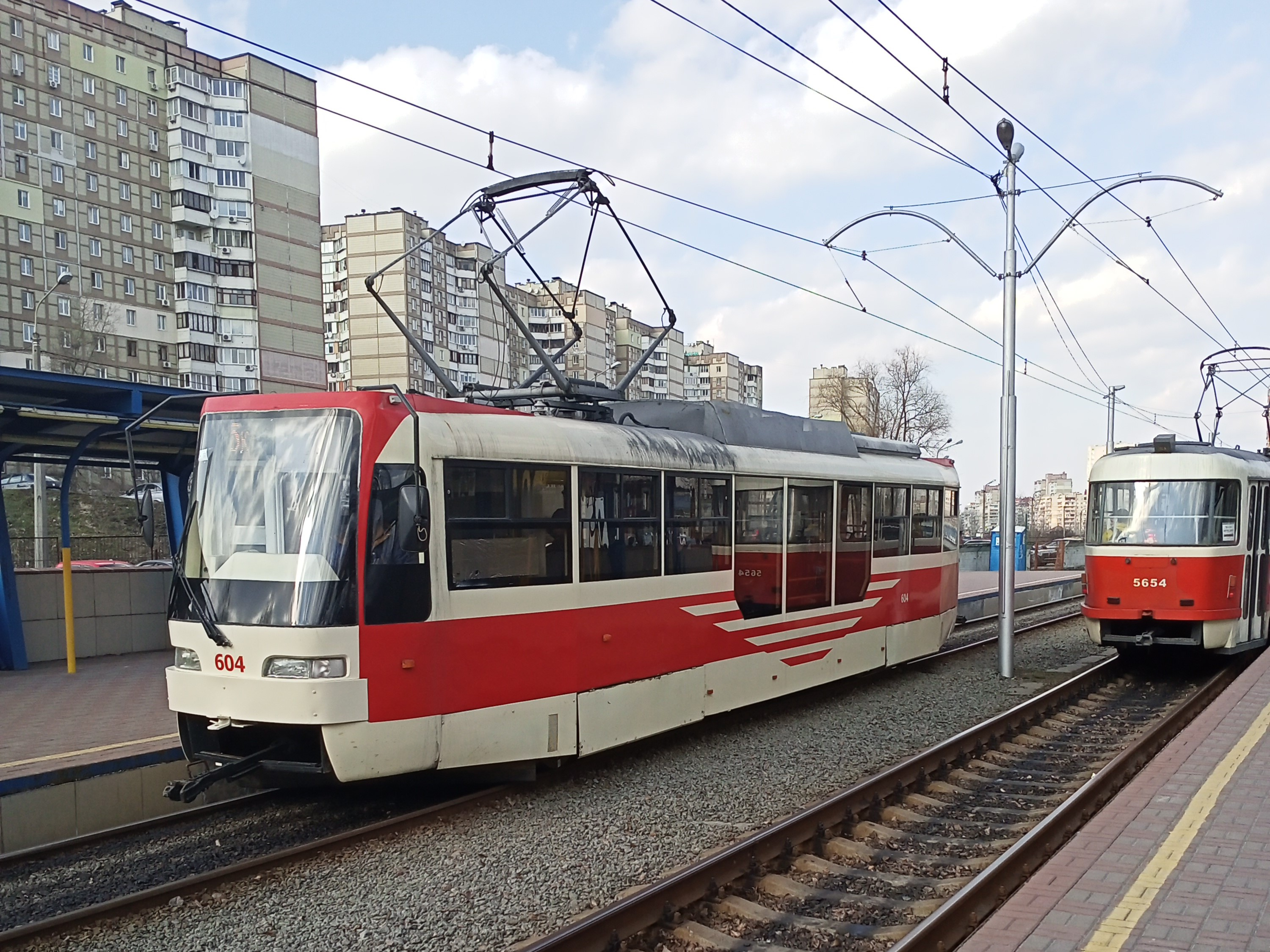
Tatra T3UA-3 w Kijowie
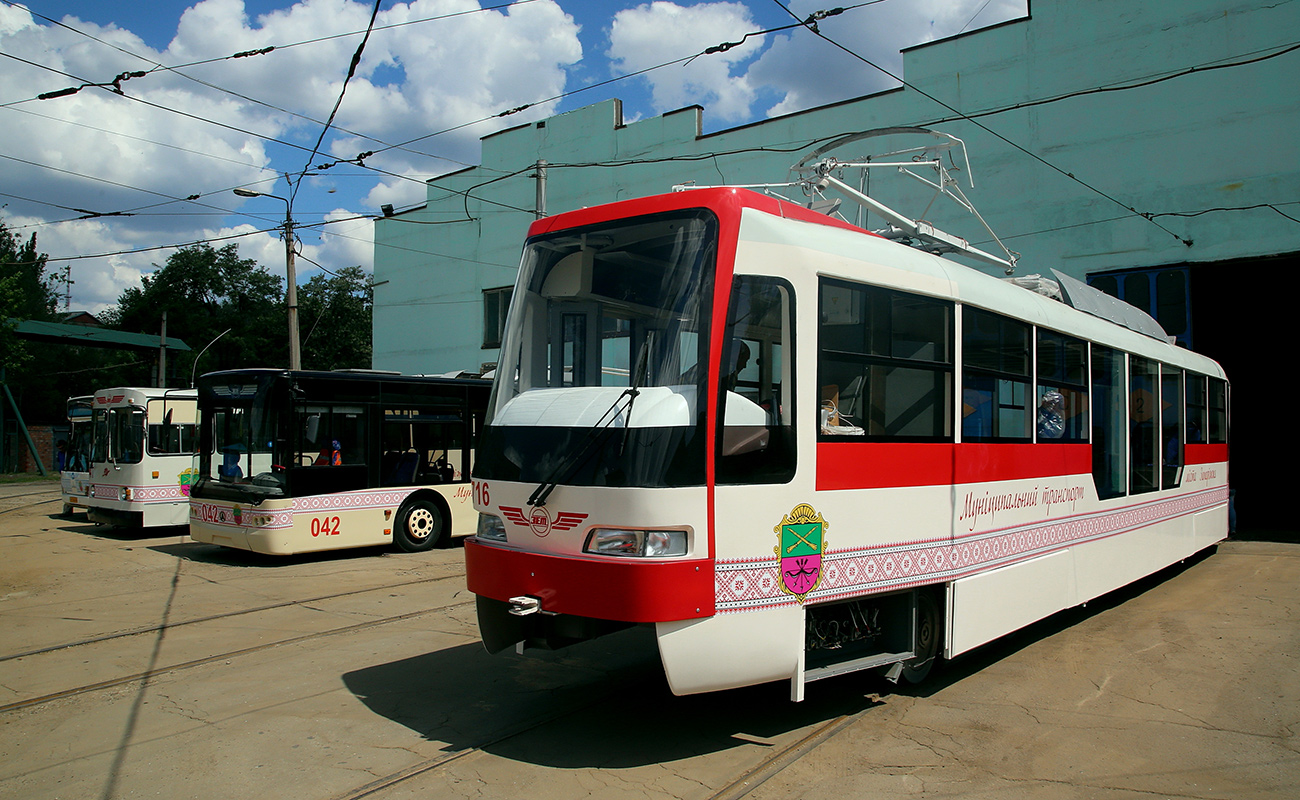
T3UA-3-ZP w Zaporożu